# The Ting Tings
The Ting Tings (transkr. Ting tings) engleska je indi pop grupa. Sastoji se od Kejti Vajt i Džulsa de Martina. Pre nego što su osnovali The Ting Tings, oboje su bili članovi benda Dear Eskiimo.

## Članovi

### Sadašnji
- Kejti Vajt — vokal, gitara, bas bubanj, bas gitara
- Džuls de Martino — bubanj, gitara, bas gitara, prateći vokal, klavir

## Diskografija

### Studijski albumi
- (2008)
- (2012)
- (2014)
- (2018)

## Nagrade i nominacije
- Nagrade Kju

| Godina | Kategorija            | Nominovano delo | Ishod      |
| ------ | --------------------- | --------------- | ---------- |
| 2008.  | Najbolji novi izvođač | —               | Nominacija |
| 2008.  | Najbolja pesma        |                 | Nominacija |
| 2008.  | Najbolji spot         |                 | Nominacija |

## Spoljašnje veze
- Zvanični veb-sajt
- na sajtu Diskogs
- na sajtu Jutjub
- na sajtu
- na sajtu
- Veb stranica obožavalaca